# Białokrynica (gmina w województwie wołyńskim)
Białokrynica – dawna gmina wiejska istniejąca do 1933 roku w woj. wołyńskim na terytorium II Rzeczypospolitej (obecnie na Ukrainie). Siedzibą gminy była Białokrynica (od 1933 dzielnica Krzemieńca).
W okresie międzywojennym gmina Białokrynica należała do powiatu krzemienieckiego w woj. wołyńskim. 1 października 1933 roku gmina została zniesiona; część jej obszaru włączono do gminy Bereżce i miasta Krzemieńca a z części utworzono nową gminę Uhorsk.